# Lipsi (gmina)
Lipsi (gr. Δήμος Λειψών, Dimos Lipson) – gmina w Grecji, w administracji zdecentralizowanej Wyspy Egejskie, w regionie Wyspy Egejskie Południowe, w jednostce regionalnej Kalimnos. W jej skład wchodzi wyspa Lipsi i niezamieszkana wyspa Frangos. Siedzibą gminy jest Lipsi. W 2011 roku liczyła 790 mieszkańców.